# Ecclinusa parviflora
Ecclinusa parviflora är en tvåhjärtbladig växtart som beskrevs av Terence Dale Pennington. Ecclinusa parviflora ingår i släktet Ecclinusa och familjen Sapotaceae. IUCN kategoriserar arten globalt som sårbar. Inga underarter finns listade i Catalogue of Life.